# Platamops laticollis
Platamops laticollis là một loài bọ cánh cứng trong họ Salpingidae. Loài này được Pic mô tả khoa học năm 1947.